# 金沙站
金沙站位于安徽省绩溪县金沙镇，皖赣铁路的一个车站，建于1981年。该站由上海铁路局芜湖车务段管辖，车站以及上下行均未实现电气化。现为五等站，办理列车通过、会让业务；客运办理职工通勤业务。不办理货运营业。